# Lunin mrk januarja 2020
| Polsenčni lunin mrk 10. januar 2020                                        | Polsenčni lunin mrk 10. januar 2020 |
| -------------------------------------------------------------------------- | ----------------------------------- |
| Blizu največjega mrka v Avstriji, 19:10 UTC                                |                                     |
| Ko bo Luna prečkala Zemljino severno senco, se bo komaj zaznavno zatemnila |                                     |
| Saros (in član)                                                            | 144 (16. od 71.)                    |
| Trajanje (hr:mn:sc)                                                        |                                     |
| Polsenčni                                                                  | 4:04:34                             |
| Stiki                                                                      |                                     |
| P1                                                                         | 17:07:45 UTC                        |
| Največji                                                                   | 19:09:59                            |
| P4                                                                         | 21:12:19                            |

10. januarja 2020 se je zgodil polsenčni lunin mrk To je bil prvi od štirih polsenčnih luninih mrkov leta 2020.
Mrk je bil viden tudi v Sloveniji.

## Vidnost
| Lunin pogled na Zemljo in Sonce pri največjem mrku |
| Zemljevid vidljivosti                              |

## Galerija
- San Jose del Monte, Filipini, 18:47 UTC
- Colombo, Šri Lanka, 19:03 UTC
- Ham, Belgija, 19:08 UTC
- Tilehurst, Anglija, 19:10 UTC
- Pamplona, Španija, 20:19 UTC
- Sekvenca mrka, 18:10 - 19:10 - 20:10 UTC

## Povezani mrki

### Mrki leta 2020
- Polsenčni lunin mrk 10. januarja.
- Polsenčni lunin mrk 5. junija.
- Kolobarjasti sončev mrk 21. junija.
- Polsenčni lunin mrk 5. julija.
- Polsenčni lunin mrk 30. novembra.
- Popolni sončev mrk 14. decembra.

### Serije lunarnega leta
| Lunini mrki 2016–2020 | Lunini mrki 2016–2020 | Lunini mrki 2016–2020 | Lunini mrki 2016–2020 | Lunini mrki 2016–2020 | Lunini mrki 2016–2020 | Lunini mrki 2016–2020 | Lunini mrki 2016–2020 | Lunini mrki 2016–2020 |
| --------------------- | --------------------- | --------------------- | --------------------- | --------------------- | --------------------- | --------------------- | --------------------- | --------------------- |
| Padni vozel           | Padni vozel           | Padni vozel           | Padni vozel           |                       | Dvižni vozel          | Dvižni vozel          | Dvižni vozel          | Dvižni vozel          |
| Saros                 | Datum                 | Prikaz                | Gama                  | Saros                 | Datum                 | Prikaz                | Gama                  |                       |
| 109                   | 18. avg 2016          | Polsenčni             | 1,5641                | 114                   | 11. feb 2017          | Polsenčni             | -1,0255               |                       |
| 119                   | 7. avg 2017           | Delni                 | 0,8669                | 124                   | 31. januarja 2018     | Popolni               | -0.3014               |                       |
| 129                   | 27. jul 2018          | Popolni               | 0,1168                | 134                   | 21. jan 2019          | Popolni               | 0,3684                |                       |
| 139                   | 16. jul 2019          | Delni                 | -0,6430               | 144                   | 10. jan 2020          | Polsenčni             | 1,2406                |                       |
| 149                   | 5. julij 2020         | Polsenčni             | -1,3639               |                       |                       |                       |                       |                       |
|                       |                       |                       |                       |                       |                       |                       |                       |                       |
| Zadnja serija         | 16. sep 2016          | 16. sep 2016          | 16. sep 2016          | Zadnja serija         | 23. mar 2016          | 23. mar 2016          | 23. mar 2016          |                       |
|                       |                       |                       |                       |                       |                       |                       |                       |                       |
| Naslednja serija      | 5. jun 2020           | 5. jun 2020           | 5. jun 2020           | Naslednja serija      | 30. nov 2020          | 30. nov 2020          | 30. nov 2020          |                       |

### Saroške serije
Mrk je del 144. saroškega cikla.